# Championnat d'Albanie de football 1932
Navigation
Championnat d'Albanie 1931 Championnat d'Albanie 1933
Le Championnat d'Albanie de football de Kategoria Superiore 1932 est la 3e édition de ce championnat.

## Classement
| Rang | Équipe            | Pts | J | G | N | P | Bp | Bc | Diff |
| ---- | ----------------- | --- | - | - | - | - | -- | -- | ---- |
| 1    | SK Tirana         | 13  | 8 | 5 | 3 | 0 | 29 | 6  | +23  |
| 2    | Bashkimi Shkodran | 11  | 8 | 4 | 3 | 1 | 15 | 6  | +9   |
| 3    | Teuta Durrës      | 11  | 8 | 5 | 1 | 2 | 25 | 11 | +14  |
| 4    | Skënderbeu Korçë  | 5   | 8 | 2 | 1 | 5 | 14 | 13 | +1   |
| 5    | SK Elbasan        | 0   | 8 | 0 | 0 | 8 | 4  | 51 | -47  |

|  | Champion   |
|  | Relégation |

## Bilan de la saison
| Tableau d'Honneur                 |           |
| Compétition                       | Vainqueur |
| Championnat d'Albanie de football | SK Tirana |

| Promotions et relégations     |            |
| Relégués en First Division    | SK Elbasan |
| Promus en Kategoria Superiore | SK Kavajë  |